# Wast Water
Wast Water är en sjö i Storbritannien.   Den ligger i grevskapet Cumbria och riksdelen England, i den centrala delen av landet, 400 km nordväst om huvudstaden London. Wast Water ligger 61 meter över havet. Arean är 1,1 kvadratkilometer. Trakten runt Wast Water består i huvudsak av gräsmarker. Den sträcker sig 3,2 kilometer i nord-sydlig riktning, och 3,4 kilometer i öst-västlig riktning.